# Spotkanie w Telgte
Spotkanie w Telgte (niem. Das Treffen in Telgte) – powieść z kluczem Güntera Grassa z 1979 r. (wydanie polskie 1992). Jedna z najkrótszych powieści autora, uchodzi za jeden z jego najcelniejszych utworów. Przeszłość odsłania rozliczne analogie do teraźniejszości.
Utwór opisuje fikcyjne spotkanie niemieckich poetów, pisarzy (także teologów piszących pieśni kościelne) i muzyków mające się odbyć w Telgte w 1647 r. Uczestnicy spotkania są często ideologami i politykami zwalczających się zaciekle sił katolickich i protestanckich. Mają intelektualnie, w oparciu o znane im wszystkim pojęcia literackie i humanistyczne i wspólny język, znaleźć rozwiązanie niemożliwe na gruncie politycznym i militarnym. Celem jest zbliżenie stanowisk i zakończenie wojny trzydziestoletniej.
Inicjatorem spotkania jest Simon Dach, wykładowca poezji na Albertynie w Królewcu. Hans Jakob von Grimmelshausen jako oficer cesarski zajmując gospodę Libuszki w Telgte zapewnia uczestnikom spotkania w miarę spokojne miejsce dyskusji i aprowizację.
W spotkaniu, odbywającym się w wojennym czasie u schyłku wojny trzydziestoletniej, bierze udział 21 artystów z całych Niemiec, m.in. śląscy artyści Andreas Gryphius, Daniel Czepko von Reigersfeld, Johannes Scheffler (znany jako Angelus Silesius), Christian Hoffmann von Hoffmannswaldau, Friedrich von Logau, a także Paul Gerhardt, Georg Philipp Harsdörffer czy muzycy Heinrich Albert i Heinrich Schütz.
Pod kierownictwem Simona Dacha, poeci czytają swoje manuskrypty, które komentowane są przez innych uczestników, poruszających też sytuację języka niemieckiego po latach wojny. Spożywa się posiłki, pije wino. Po kilku dniach gospoda staje w płomieniach a uczestnicy dyskusji rozjeżdżają się nie wyznaczając terminu następnego spotkania. Jednak zbliżenie pozostaje w umysłach twórców.
Kończący wojnę pokój westfalski podpisano w pobliskim Münsterze w niecały rok później.
Pod pretekstem spotkania w Telgte Grass opowiada o spotkaniach i dyskusjach ważnej dla jego twórczości Grupy 47. Często moralizuje, zwłaszcza pisząc o Niemczech współczesnych, gdzie w pogoni „za mirażem materialnego dobrobytu ludzie tracą z oczu horyzont »wyższych« wartości”. W 1958 Günter Grass otrzymał tam nagrodę literacką za pierwszy rozdział Blaszanego bębenka.